# Мандаринкват

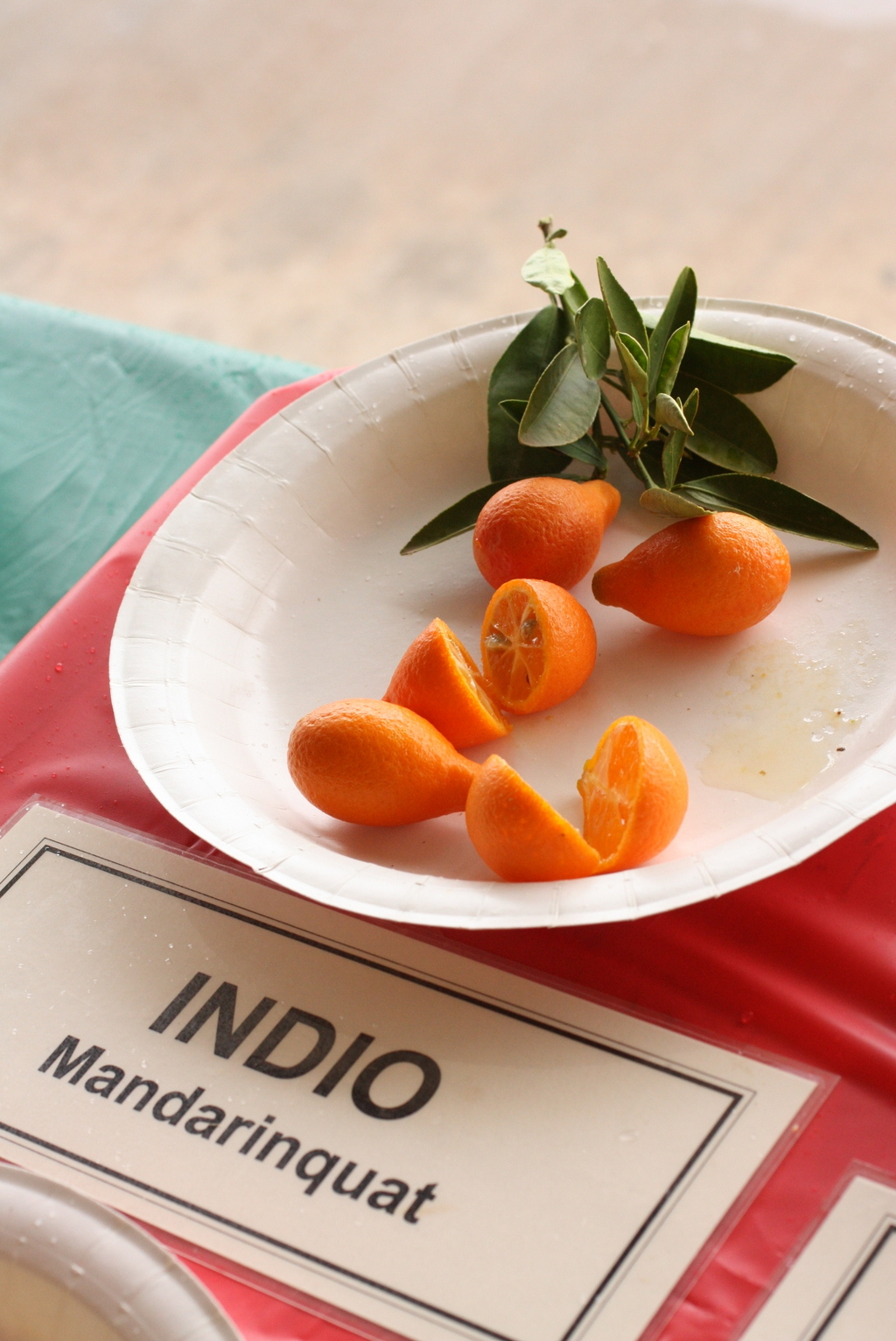

Мандаринкват або Оранжекват — цитрус, гібрид мандарина уншиу і гавайського різновиду кумквату («Meiwa kumquat»), створений американцем Юджином Меєм і введенням в культуру у 1932 році.
Цвітіння зазвичай відбувається в літні місяці. Плодоношення дерева менш рясне, ніж у мандарина, але більше, ніж у кумквата. Плоди помаранчевого або помаранчево-червоного кольору, грушеподібні, набагато більші, ніж звичайний кумкват. Шкірка плодів є відносно товстою і губчастою, солодка на смак. За цю особливість плоди широко використовуються при виготовленні мармеладу. Сік трохи гіркуватий, в процесі дозрівання м'якуш стає більш солодким. Плоди дозрівають відносно швидко, але добре тримаються на дереві протягом декількох місяців.
Дерево досить морозостійке, може витримувати температури до -12 °С.